# Länsväg 331
Länsväg 331 är en primär länsväg och är en svensk länsväg som går mellan Timrå (i Västernorrlands län) och Backe (i Strömsunds kommun, Jämtlands län). Längden är 199 km inklusive den sträcka som delas med riksväg 87. Länsväg 331 in sin helhet eller sträckan Timrå – Graninge hör till den kortaste och snabbaste vägen mellan Stockholm eller Sundsvall och större delen av Västerbottens inland, orter som Vilhelmina, Storuman, Lycksele och Arvidsjaur.

## Historia
När vägnummer infördes i Sverige på 1940-talet fick redan då denna väg heta länsväg 331, men då från Stavreviken (vid väg 13) och ända till Hoting 4 mil norr om Backe. Väg 331 förkortades 1985 då länsväg 346 infördes Hoting-Backe-Junsele.

## Korsningar
Länsväg 331 möter följande vägar:
|  | Nr  | Namn                 | Skyltning                                                                |
|  | --- | -------------------- | ------------------------------------------------------------------------ |
|  |     | Backe                | 346 Hoting Junsele                                                       |
|  |     |                      | över Fjällsjöälven vid Nordankäl, 135 m                                  |
|  |     | Ramsele              | 345 Strömsund                                                            |
|  |     | Ramsele              |                                                                          |
|  |     |                      | över Faxälven vid Helgum, 150 m                                          |
|  |     | Österforse           | 87 Sollefteå (Lv 331 svänger)                                            |
|  |     | Graninge             | 87 Östersund (Lv 331 svänger)                                            |
|  |     | Nordanå              | Härnösand                                                                |
|  |     | Nordanå              | Västanå                                                                  |
|  |     | Åsäng                | Lögdö bruk Ljustorp                                                      |
|  |     |                      | över Ådalsbanan, 90 m                                                    |
|  |     | Stavreviken          | Söråker                                                                  |
|  |     |                      | över Ljustorpsån, 32 m                                                   |
|  |     | Bergeforsen          |                                                                          |
|  |     | Bergeforsen          | 330 Indal                                                                |
|  |     | Bergeforsbron        | över Indalsälven (295 m) samt över nya utskovet till Indalsälven (165 m) |
|  |     |                      | Midlanda                                                                 |
|  | 233 | Trafikplats Sörberge | E4 Sundsvall Haparanda; Sörberge                                         |